# إليزابيث نيكولز
إليزابيث نيكولز (بالإنجليزية: Elizabeth Nicholls)‏‏ (31 يناير 1946 في أوكلاند، كاليفورنيا - 18 أكتوبر 2004 ) عالمة من كندا.

## التعليم
تعلمت إليزابيث نيكولز في:
- جامعة كاليفورنيا، بركلي

## الجوائز
حصلت إليزابيث نيكولز على الجوائز الآتية:
- جوائز رولكس للمبادرات الطموحة